# Nieuport 28
A Gustave Delage által tervezett és a Nieuport által gyártott Nieuport 28 (N.28C-1) volt az első olyan vadászrepülőgép, melyet az amerikai repülőszázadok használtak az első világháborúban.

## Tervezés és gyártás
1917 közepére nyilvánvalóvá vált, hogy a Nieuport 17 már nem képes megbirkózni a későbbi német vadászgépekkel. A Nieuport 17-es direkt továbbfejlesztése, a Nieuport 24bis sem nyújtott lényegesen jobb teljesítményt. Akkoriban már folyamatban volt a francia légierő Nieuport gépeinek SPAD S.VII típusra való lecserélése.
A Nieuport 28 konstrukciója egy kísérlet adaptációja volt a könnyen gyártható, nagy manőverező képességű, forgóhengeres motorral felszerelt vadászgépnek. Úgy tervezték, hogy a legújabb szinkronizált ikergéppuskákkal, erősebb motorral és új szárnystruktúrával legyen felszerelve. A Nieuport történetében először használták a szokványos két darabból álló szárnymerevítőket. A gép farkának tervezése nagyon hasonló volt a Nieuport 27-hez, de a törzs sokkal finomabb vonalú volt és annyira keskeny, hogy géppuskák felszerelését el kellett tolni a bal oldalra.

## Bevetésen

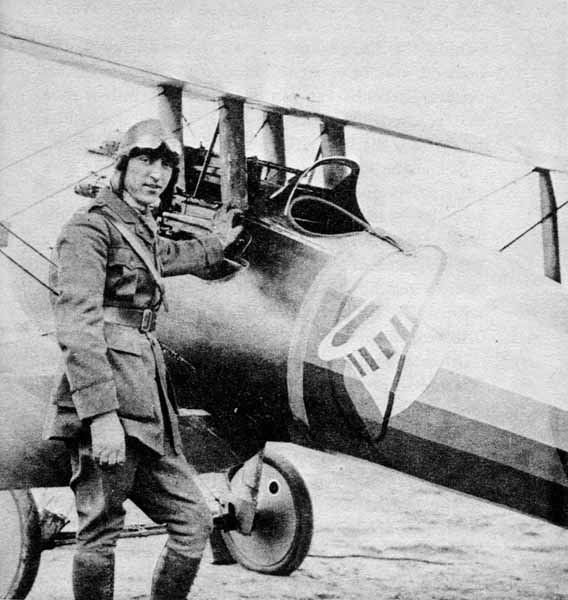
Rickenbacker az általa repült Nieuport 28 mellett

Az első példányok 1918 elején váltak elérhetővé, bár a típus franciák szempontjából már feleslegesnek számított. A SPAD S.XIII a legtöbb szempontból felülmúlta, mégis a francia légierő standard vadászgépe lett.
Az Amerikai Hadsereg Légi Szolgálata nagyon kevés vadászgéppel rendelkezett, melyekkel a vadászszázadokat szerették volna ellátni. A SPAD a Hispano Suiza motorok kis száma miatt kezdetben elérhetetlen volt, a Nieuport által felajánlott gépeket az Amerikai Expedíciós Erők mint ideiglenes alternatívát, elfogadta. Összesen 297 darab Nieuport 28-ast vásároltak az amerikaiak, 1918 márciusától már ezekkel a gépekkel szerelték fel az első amerikai vadászszázadokat.
Az Amerikai Expedíciós Erők második bevetésén, 1918 április 14-én két légigyőzelmet arattak a típussal, melyeket a 94. század pilótái, Alan Winslow és Douglas Campbell hadnagyok értek el, egy-egy ellenséges gépet legyőzve. Több jól ismert első világháborús amerikai ász is repült a típussal, mint például Quentin Roosevelt, aki Theodore Roosevelt amerikai elnök fia volt. A később 26 légigyőzelmet elérő Eddie Rickenbacker is Nieuport 28-as gépen kezdte katonai karrierjét.
A típus nem volt túl sikeres. Attól függetlenül, hogy nagyon jól manőverezett és könnyű volt vele repülni, a teljesítménye közepesnek, a motorja pedig megbízhatatlannak bizonyult. Sokkal komolyabb probléma volt a furnérlemez/vászonborítás keveréke, a farok vászonborítása hajlamos volt a felfúvódásra és a furnérlemezről való leválásra. A megoldást gyorsan megtalálták erre a problémára, az amerikai szolgálatban álló Nieuportokat mégis lecserélték az akkor már könnyebben beszerezhető SPAD típusokra. Ez a folyamat 1918 júliusában fejeződött be.
A háború után hazatérő amerikai haderő néhány példányt magával vitt, további pár darabot más légierők számára adtak át. Svájc 15 darab Nieuport 28-ast, Görögország pedig még ennél is kevesebbhez jutott hozzá.

## Felhasználók
Argentína
- 2 db gép

 Franciaország
 Görögország
 Guatemala
 Svájc
- 15 db gép

 Amerikai Egyesült Államok

## Specifikációk
- Személyzet: egy fő
- Hosszúság 7,8 m
- Szárnyfesztáv: 8,1 m
- Magasság: 2,5 m
- Szárnyfelület: 15,8 m²
- Üres súly: 475 kg
- Felszállósúly: 560 kg
- Motor: 1 db Gnome 9-N forgóhengeres, 102 kW (160  LE)

## Teljesítmény
- Maximális sebesség 184 km/h
- Hatótáv: 349 km
- Szolgálati csúcsmagasság: 5300 m
- Emelkedőképesség: 3000 méterre 11,5 perc
- Szárnyterhelés: 37,9 kg/m²
- Teljesítmény/tömeg: 0,15 kW/kg

## Fegyverzet
- 2 darab .303-as Vickers géppuska

## Lásd még
- Nieuport 24
- Nieuport 25
- Nieuport 27
- Nieuport 29
- Nieuport 31
- Nieuport 32

## Bibliográfia
- Cheesman E.F. (ed.) Fighter Aircraft of the 1914-1918 War. Letchworth, UK: Harleyford Publications, 1960, pp. 98–99.
- Cooksley, Peter. Nieuport Fighters in Action (Aircraft No. 167). Carrollton, Texas: Squadron/Signal Publications, 1997. ISBN 0-89747-377-9.
- Dorr, Robert F. and David Donald. Fighters of the United States Air Force. London: Aerospace Publishing, 1990. ISBN 0-60055-094-X.
- Treadwell, Terry C. America's First Air War. London: Airlife Publishing, 2000. ISBN 1-84037-113-7.

## Fordítás
- Ez a szócikk részben vagy egészben  a   Nieuport 28 című angol Wikipédia-szócikk fordításán alapul.  Az eredeti cikk szerkesztőit annak laptörténete sorolja fel. Ez a jelzés csupán a megfogalmazás eredetét és a szerzői jogokat jelzi, nem szolgál a cikkben szereplő információk forrásmegjelöléseként.